# Hippocampus tyro
Hippocampus tyro är en fiskart som beskrevs av Randall och Lourie 2009. Hippocampus tyro ingår i släktet Hippocampus och familjen kantnålsfiskar. Inga underarter finns listade i Catalogue of Life.